# Nature Valley International 2018 - Doppio maschile
Bob e Mike Bryan erano i detentori del titolo, ma Bob non ha potuto partecipare a causa di un infortunio. Mike ha giocato con James Cerretani, ma i due sono stati eliminati al primo turno da Scott Clayton e Joe Salisbury.
Luke Bambridge e Jonny O'Mara hanno vinto il titolo, sconfiggendo in finale Ken e Neal Skupski con il punteggio di 7–5, 6–4.

## Teste di serie
1. Juan Sebastián Cabal /  Robert Farah (quarti di finale)
2. Ivan Dodig /  Rajeev Ram (quarti di finale)

1. Raven Klaasen /  Michael Venus (quarti di finale)
2. Mike Bryan /  James Cerretani (primo turno)

## Wildcard
1. Luke Bambridge /  Jonny O'Mara (campioni)

1. Scott Clayton /  Joe Salisbury (quarti di finale)

## Tabellone

### Legenda
| - Q = Qualificato - WC = Wild card - LL = Lucky loser | - ALT = Alternate - SE = Special Exempt - PR = Protected Ranking | - w/o = Walkover - r = Ritirato - d = Squalificato |

|  | Primo turno                  | Primo turno                  | Primo turno                  | Primo turno | Primo turno |  |  | Quarti di finale | Quarti di finale             | Quarti di finale             | Quarti di finale             | Quarti di finale             |   |   | Semifinali          | Semifinali           | Semifinali           | Semifinali          | Semifinali          |   |   | Finale | Finale | Finale | Finale | Finale |  |
|  |                              |                              |                              |             |             |  |  |                  |                              |                              |                              |                              |   |   |                     |                      |                      |                     |                     |   |   |        |        |        |        |        |  |
|  | 1                            | JS Cabal R Farah             | JS Cabal R Farah             | 6           | 6           |  |  |                  |                              |                              |                              |                              |   |   |                     |                      |                      |                     |                     |   |   |        |        |        |        |        |  |
|  |                              | D Sharan A Sitak             | D Sharan A Sitak             | 4           | 4           |  |  | 1                | JS Cabal R Farah             | 6                            | 3                            | [5]                          |   |   |                     |                      |                      |                     |                     |   |   |        |        |        |        |        |  |
|  |                              | D Inglot F Škugor            | 6                            | 7           | [7]         |  |  | WC               | L Bambridge J O'Mara         | 3                            | 6                            | [10]                         |   |   |                     |                      |                      |                     |                     |   |   |        |        |        |        |        |  |
|  | WC                           | L Bambridge J O'Mara         | 7                            | 5           | [10]        |  |  |                  |                              |                              |                              |                              |   |   | WC                  | L Bambridge J O'Mara | L Bambridge J O'Mara | 6                   | 6                   |   |   |        |        |        |        |        |  |
|  | 4                            | M Bryan J Cerretani          | M Bryan J Cerretani          | 6           | 3           |  |  |                  |                              |                              | R Lindstedt É Roger-Vasselin | R Lindstedt É Roger-Vasselin | 4 | 3 |                     |                      |                      |                     |                     |   |   |        |        |        |        |        |  |
|  | WC                           | S Clayton J Salisbury        | S Clayton J Salisbury        | 7           | 6           |  |  | WC               | S Clayton J Salisbury        | S Clayton J Salisbury        | 2                            | 5                            |   |   |                     |                      |                      |                     |                     |   |   |        |        |        |        |        |  |
|  | R Lindstedt É Roger-Vasselin | R Lindstedt É Roger-Vasselin | R Lindstedt É Roger-Vasselin | 6           | 6           |  |  |                  | R Lindstedt É Roger-Vasselin | R Lindstedt É Roger-Vasselin | 6                            | 7                            |   |   |                     |                      |                      |                     |                     |   |   |        |        |        |        |        |  |
|  | M González D Schwartzman     | M González D Schwartzman     | M González D Schwartzman     | 3           | 2           |  |  |                  |                              |                              |                              |                              |   |   | WC                  | L Bambridge J O'Mara | L Bambridge J O'Mara | 7                   | 6                   |   |   |        |        |        |        |        |  |
|  | M Matkowski B McLachlan      | M Matkowski B McLachlan      | M Matkowski B McLachlan      | 2           | 64          |  |  |                  |                              |                              |                              |                              |   |   |                     |                      |                      | K Skupski N Skupski | K Skupski N Skupski | 5 | 4 |        |        |        |        |        |  |
|  | K Skupski N Skupski          | K Skupski N Skupski          | K Skupski N Skupski          | 6           | 7           |  |  |                  | K Skupski N Skupski          | K Skupski N Skupski          | 6                            | 6                            |   |   |                     |                      |                      |                     |                     |   |   |        |        |        |        |        |  |
|  |                              | N Jarry L Mayer              | N Jarry L Mayer              | 5           | 4           |  |  | 3                | R Klaasen M Venus            | R Klaasen M Venus            | 2                            | 4                            |   |   |                     |                      |                      |                     |                     |   |   |        |        |        |        |        |  |
|  | 3                            | R Klaasen M Venus            | R Klaasen M Venus            | 7           | 6           |  |  |                  |                              |                              |                              |                              |   |   | K Skupski N Skupski | K Skupski N Skupski  | K Skupski N Skupski  | 6                   | 6                   |   |   |        |        |        |        |        |  |
|  | M Daniell W Koolhof          | M Daniell W Koolhof          | 63                           | 6           | [7]         |  |  |                  |                              | R Harrison N Monroe          | R Harrison N Monroe          | R Harrison N Monroe          | 3 | 3 |                     |                      |                      |                     |                     |   |   |        |        |        |        |        |  |
|  | R Harrison N Monroe          | R Harrison N Monroe          | 7                            | 3           | [10]        |  |  |                  | R Harrison N Monroe          | R Harrison N Monroe          | 6                            | 7                            |   |   |                     |                      |                      |                     |                     |   |   |        |        |        |        |        |  |
|  |                              | M Cecchinato A Seppi         | 4                            | 7           | [11]        |  |  | 2                | I Dodig R Ram                | I Dodig R Ram                | 3                            | 62                           |   |   |                     |                      |                      |                     |                     |   |   |        |        |        |        |        |  |
|  | 2                            | I Dodig R Ram                | 6                            | 65          | [13]        |  |  |                  |                              |                              |                              |                              |   |   |                     |                      |                      |                     |                     |   |   |        |        |        |        |        |  |